# Allan Hendry
Allan Hendry (sinh năm 1950) là một nhà thiên văn học và nhà UFO học người Mỹ. Nhà sử học UFO Jerome Clark gọi ông là "một trong những điều tra viên giỏi nhất trong lịch sử nghiên cứu UFO." Ông là điều tra viên chính của Trung tâm Nghiên cứu UFO (CUFOS) trong thập niên 1970.

## Sự nghiệp

### Nghiên cứu UFO
Hendry tốt nghiệp cử nhân ngành thiên văn học của Đại học Michigan năm 1972. Đích thân nhà sáng lập CUFOS J. Allen Hynek đã tuyển ông vào làm việc tại tổ chức này, nhằm tìm kiếm một nhà điều tra toàn thời gian với chuyên môn khoa học và thái độ cởi mở, đồng thời không phải là một kẻ lật tẩy cũng không phải là một "tín đồ UFO".
Là điều tra viên chính của CUFOS trong hầu hết thập niên 1970, Hendry đã tự mình điều tra hơn 1.000 báo cáo UFO. Ông có thể tìm ra những lời giải thích thông thường cho phần lớn trường hợp UFO, nhưng ông cũng đánh giá một tỷ lệ nhỏ các trường hợp là không thể giải thích được. Một trong những trường hợp "không giải thích được" nổi tiếng nhất mà ông đã điều tra là Sự kiện Val Johnson năm 1979, liên quan đến vị cảnh sát trưởng ở Minnesota đã trải qua một vụ "va chạm" với một vật thể lạ làm hỏng chiếc xe tuần tra của ông và khiến ông tạm thời bất tỉnh. Hendry là nhà nghiên cứu UFO chính tiến hành điều tra vụ việc; vào năm 1980, ông đã tranh luận về trường hợp này với chuyên gia lật tẩy UFO nổi tiếng Philip Klass tại một hội nghị chuyên đề được tổ chức tại Viện Smithsonian.
Ông miễn cưỡng suy đoán về nguồn gốc của những trường hợp không thể giải thích nổi, và cho rằng chúng có thể giải thích được bằng những dữ liệu sâu sát hơn, khiến một số nhà nghiên cứu gán cho Hendry là "kẻ hoài nghi trong phòng riêng". Đồng thời, một số người hoài nghi và phản biện đã ca ngợi sự nghiêm túc trong công tác khoa học của Hendry đã khiến ông bị chỉ trích mạnh mẽ vì kết luận rằng một số ít báo cáo UFO được ghi chép đầy đủ dường như bất chấp sự phân tích và có thể đại diện cho sự bất thường thực sự. Hendry cho rằng những lời chỉ trích từ cả hai phe không chỉ đơn thuần là những lập luận công kích mang tính cá nhân, vì họ thường ít hoặc không chú ý đến nội dung nghiên cứu của ông.

### Sổ tay UFO
Kiệt tác của Hendry là cuốn Sổ tay UFO (The UFO Handbook), một loại sách hướng dẫn dành cho các nhà điều tra UFO khác. Trong cuốn sách này, Hendry chỉ trích nhiều nhà khoa học chính thống vì những gì ông coi là họ bỏ qua các nghiên cứu về UFO, nhưng ông cũng chỉ trích mạnh mẽ nhiều nhà điều tra UFO nghiệp dư, những người mà ông cho rằng chủ đề này có hại nhiều hơn là có lợi. Clark mô tả đánh giá của Hendry về UFO học nói chung nhuốm màu "bi quan sâu sắc", kết luận rằng chủ đề này hoàn toàn bị tê liệt bởi đấu đá nội bộ, thiếu hợp tác và tiêu chuẩn hóa, và những câu chuyện mơ hồ. Sổ tay UFO thậm chí còn nhận được sự khen ngợi của chuyên gia hoài nghi Philip J. Klass mà trong một bài đánh giá đăng trên tạp chí The Skeptical Inquirer đã mô tả cuốn sách này là "một trong những cuốn sách quan trọng và hữu ích nhất về chủ đề này từng được xuất bản". Trong một cuộc phỏng vấn PBS không rõ ngày tháng (khoảng sau năm 1994, dựa trên ngày xuất bản của một vài cuốn sách được trích dẫn), Klass lại đề xuất cuốn sách của Hendry, gọi nó là "Một trong những tác phẩm [như thế này] hay nhất".
Trong một lần diễn thuyết năm 1978 tại Đại học Walsh, Hendry nói "Có lẽ tôi là người hoài nghi nhất đối với những người ở trung tâm. Tôi làm việc này để tìm câu trả lời cho câu hỏi về UFO, bất kể nó là gì. Nếu là xã hội học, tốt thôi. Nếu đó là ngoài hành tinh [kiểu vậy], tốt thôi. Nhưng tôi biết không có lời giải thích chung nào vào lúc này. Tôi chưa bao giờ nhìn thấy UFO và đó có lẽ là một điều tốt, bởi vì mọi người có thể đặt câu hỏi về động cơ của tôi nếu cá nhân tôi tham gia". Bài diễn thuyết của ông cũng bao gồm thông tin về việc nhận dạng các vật thể bay.
Vào đầu thập niên 1980, CUFOS gặp một số khó khăn về tài chính, và kết quả là tổ chức không còn đủ khả năng cho một nhà nghiên cứu toàn thời gian. Ngoài ra, Hendry đã đưa ra kết luận rằng các phương pháp luận được sử dụng để nghiên cứu UFO cuối cùng đều gây thất vọng, không đem lại kết quả cuối cùng và vô ích. Do đó, Hendry bèn rời khỏi CUFOS và phần lớn tránh tham gia vào các nghiên cứu UFO.